# Molophilus cadmus
Molophilus cadmus är en tvåvingeart som beskrevs av Alexander 1969. Molophilus cadmus ingår i släktet Molophilus och familjen småharkrankar. Inga underarter finns listade i Catalogue of Life.